# Justus Strid
Justus Strid (født 29. april 1987 i Gøteborg, Sverige) er en dansk kunstskøjteløber. Dansk mester 2007/08, 2008/09, 2009/10, 2010/11 og 2011/12.